# 尾立要子
尾立 要子（おりゅう ようこ）としての活動実績が多い、斎藤 要子（さいとう ようこ、1965年ないし1966年 - ）は、おもにニューカレドニアなどフランスの海外県・海外領土に関する研究をおこなっている国際関係論、政治学の研究者、尚美学園大学総合政策学部総合政策学科講師。北海道更別村村議会議員。

## 経歴
1984年に東京外国語大学外国語学部フランス語学科に入学し、1989年に卒業した。
1994年に神戸大学大学院国際協力研究科に進んで1998年まで在籍し、同年に同大学院の法学研究科に転じて2006年まで在籍した。
2000年代はじめから、マルティニークの著作家であるエメ・セゼールに注目した論考を発表し始め、2006年から2009年にかけては、東京外国語大学アジア・アフリカ言語文化研究所研究員として科学研究費補助金を得て、ニューカレドニアにおける長期の現地調査に従事した。
2016年3月には、「周辺からの共和主義：エメ・セゼールとフランス」により、京都女子大学から博士（現代社会）を取得した。
2019年から2022年にかけて、大阪府立大学に客員研究員として在籍した。
2020年に埼玉県から北海道更別村に移住し、移住後は村民有志の団体「更別熱発文化講座実行委員会」の事務局長などを務めた。
2023年4月、夫である科学史学者の斎藤憲とともに北海道更別村村議会議員選挙に無投票で当選し、当選後、5月1日から6月12日までは、斎藤要子として議員活動をしたが、「村議会の規程に基づく申請による旧姓等の使用」が認められ、6月13日以降は尾立要子として議員活動をしている。

## おもな著書
- 周辺からの共和主義　「天国に一番近い島」の現在、大阪公立大学出版会、2024年[14]